# Unité urbaine de Jœuf
L'unité urbaine de Jœuf est une unité urbaine française centrée sur les communes d'Homécourt et Jœuf en Meurthe-et-Moselle et Sainte-Marie-aux-Chênes en Moselle, en région Grand Est.

## Données générales
Dans le zonage réalisé en 2010 par l'Insee, l'unité urbaine était composée de six communes.
Dans le nouveau zonage réalisé en 2020, elle est composée des six mêmes communes. 
En 2022, avec 23 067 habitants, elle occupe le 26e rang dans la région Grand-Est.

## Composition 2020 de l'unité urbaine
Elle est composée des six communes suivantes :
| Nom                     | Code Insee | Département        | Statut       | Superficie (km2) | Population (dernière pop. légale) | Densité (hab./km2) | Modifier                                    |
| ----------------------- | ---------- | ------------------ | ------------ | ---------------- | --------------------------------- | ------------------ | ------------------------------------------- |
| Homécourt               | 54263      | Meurthe-et-Moselle | ville-centre | 4,44             | 6 250 (2022)                      | 1 408              | modifier les données · modifier les données |
| Jœuf                    | 54280      | Meurthe-et-Moselle | ville-centre | 3,18             | 6 509 (2022)                      | 2 047              | modifier les données · modifier les données |
| Sainte-Marie-aux-Chênes | 57620      | Moselle            | ville-centre | 10,19            | 4 512 (2022)                      | 443                | modifier les données · modifier les données |
| Auboué                  | 54028      | Meurthe-et-Moselle | banlieue     | 4,54             | 2 641 (2022)                      | 582                | modifier les données · modifier les données |
| Montois-la-Montagne     | 57481      | Moselle            | banlieue     | 7,10             | 2 717 (2022)                      | 383                | modifier les données · modifier les données |
| Saint-Ail               | 54469      | Meurthe-et-Moselle | banlieue     | 7,38             | 438 (2022)                        | 59                 | modifier les données · modifier les données |

## Évolution démographique
| 1968   | 1975   | 1982   | 1990   | 1999   | 2010   | 2015   | 2022   |
| ------ | ------ | ------ | ------ | ------ | ------ | ------ | ------ |
| 34 082 | 31 212 | 26 681 | 24 531 | 23 349 | 22 259 | 22 306 | 23 067 |

#### Données générales
- Unité urbaine en France
- Aire d'attraction d'une ville
- Liste des unités urbaines de France

#### Données démographiques en rapport avec l'unité urbaine de Jœuf
- Aire d'attraction de Metz
- Aire d'attraction de Val de Briey
- Arrondissement de Metz
- Arrondissement de Val-de-Briey